# 小行星6523
小行星6523（6523 Clube）是一颗绕太阳运转的小行星，为火星轨道穿越小行星。该小行星于1991年10月1日发现。

## 轨道参数
小行星6523的轨道半长轴为2.6454286 UA，离心率为0.420。